# Urus-Martan
Urus-Martan (russisch Уру́с-Марта́н; tschetschenisch Хьалха-Марта Halcha-Marta) ist eine Stadt mit 49.070 Einwohnern (Stand 14. Oktober 2010) in der Republik Tschetschenien in Russland, am Nordrand des Kaukasus.

## Allgemeines

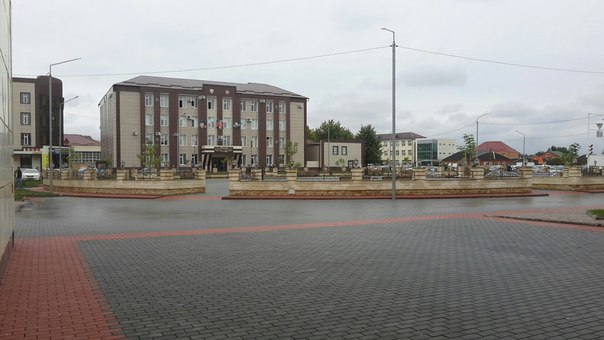
Platz in Urus-Martan

Urus-Martan liegt im zentralen Teil von Tschetschenien, 31 km südwestlich der Hauptstadt Grosny am Fluss Martan in Flusssystem des Terek. Sie ist Verwaltungszentrum des Rajons Urus-Martanowski und zweitgrößte Stadt Tschetscheniens.
Den Status einer Stadt hat der Ort seit 1990, vorher war Urus-Martan ein großes Dorf (Aul), das mindestens bereits im 19. Jahrhundert bestanden hatte.
Die Wirtschaft der Stadt und des Rajons besteht heute vorwiegend aus der Landwirtschaft und einigen Nahrungsmittelfabriken. Nahe der Stadt verläuft die Fernstraße R217, die aus der Region Krasnodar bis an die aserbaidschanische Grenze führt.

### Bevölkerungsentwicklung
| Jahr | Einwohner |
| ---- | --------- |
| 1939 | 13.432    |
| 1959 | 11.672    |
| 1970 | 24.311    |
| 1979 | 27.942    |
| 1989 | 32.851    |
| 2002 | 39.982    |
| 2010 | 49.070    |

Anmerkung: Volkszählungsdaten

## Söhne und Töchter der Stadt
- Apti Auchadow (* 1992), Gewichtheber
- Mois (* 1991), Webvideoproduzent und Rapper